# حوش المصاطب (مسلسل)
مسلسل حوش المصاطب هو أحد الأعمال التليفزيونية الدرامية الكويتية السورية اللبنانية من إنتاج عام 1995.

## نبذة عن المسلسل
«حوش المصاطب» من إخراج الراحل عبد العزيز المنصور ومن إنتاج تلفزيون الكويت عام 1995، وتم تصويره في سوريا وشارك فيه مجموعة من الفنانين الخليجيين والعرب ورغم عرض المسلسل على أكثر من قناة تلفزيونية لم يلقَ التجاوب المطلوب لأنه قُدم بالعربية الفصحى الثقيلة التي لم يعتدها المشاهد البسيط، وذلك لأن جمع اللهجات العربية المختلفة.

## أبطال العمل
- محمد المنصور
- أسعد فضة
- منى واصف
- مادلين طبر
- جاسم النبهان
- عبد المجيد مجذوب
- نورمان أسعد
- حاتم علي
- كنعان حمد
- برناديت حديب
- أحمد السلمان